# Gedenkstätte in Palmiry

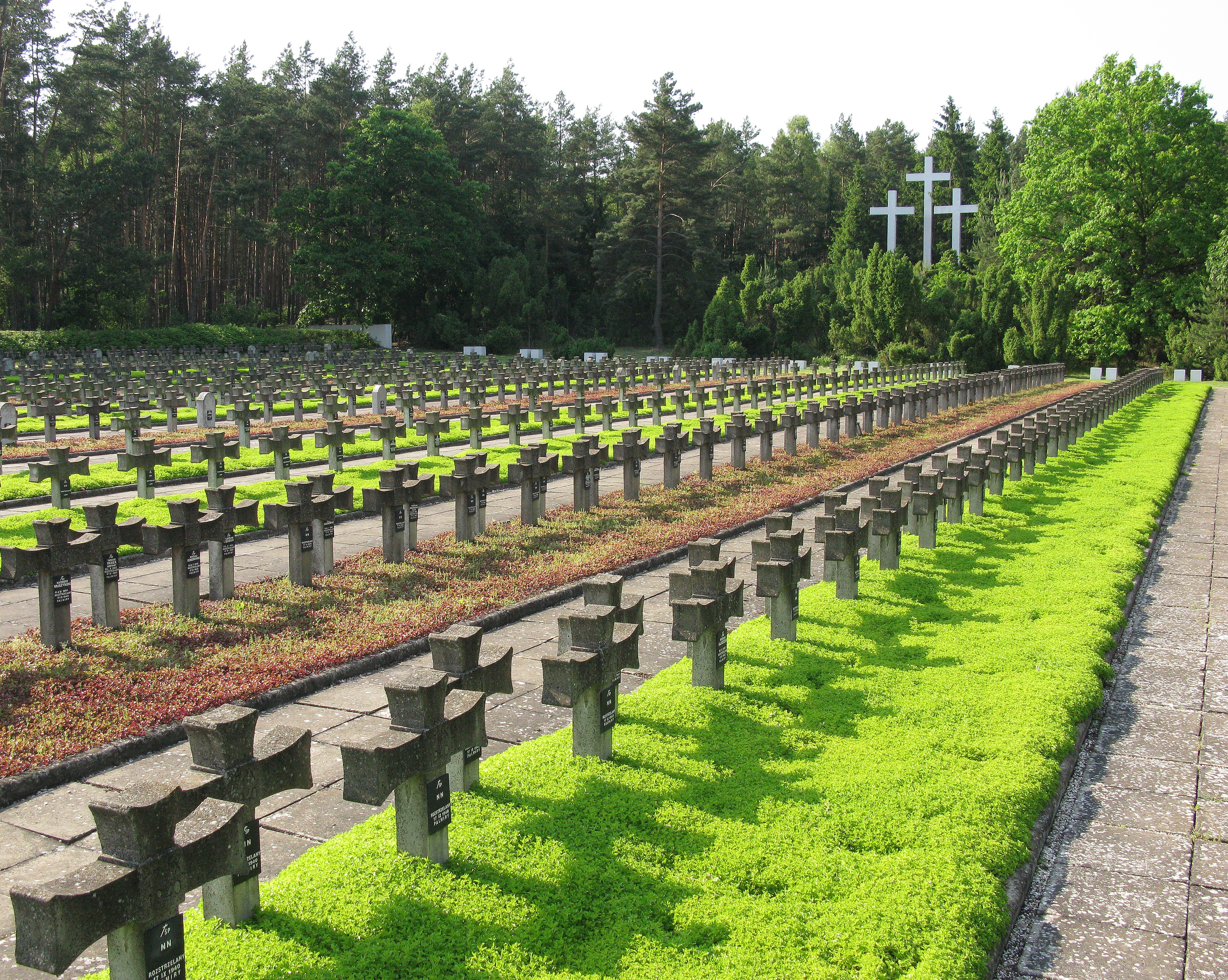
Friedhof und Gedenkstätte Palmiry im Sommer 2010

Die polnische Gedenkstätte in Palmiry wurde 1948 angelegt. Sie befindet sich in einem Waldstück in der Nähe der Ortschaft Palmiry (Landgemeinde Czosnów) innerhalb des Nationalparks Kampinos in der Woiwodschaft Masowien. Während der deutschen Besetzung Polens in den Jahren 1939 bis 1943 wurden hier von der Gestapo und SS-Einheiten geheime Massenerschießungen an der polnischen Zivilbevölkerung durchgeführt. Die Gedenkstätte befindet sich in der Nähe der ehemaligen Massengräber.

## Geschichte

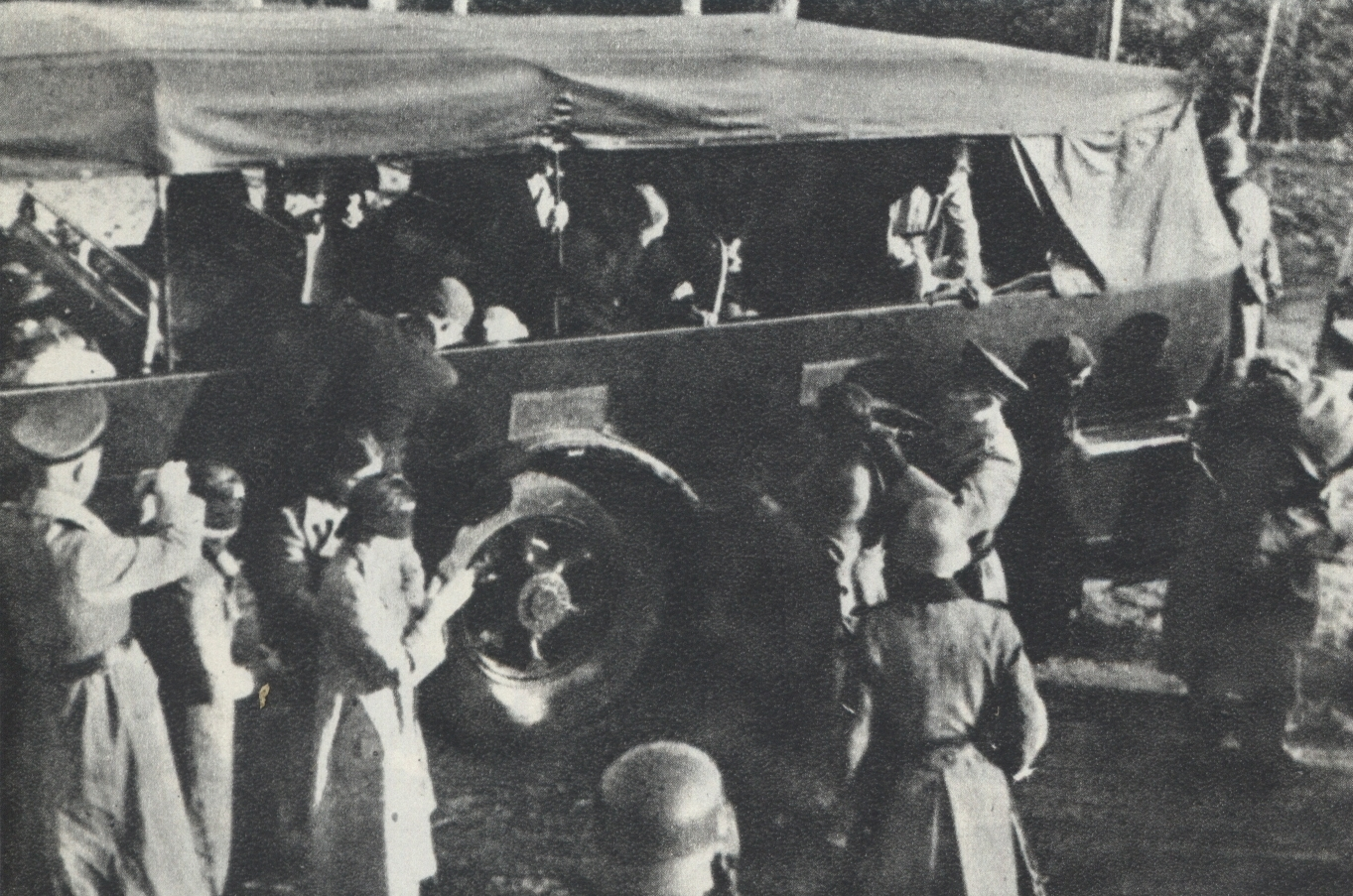
Gefangenentransport nach Palmiry im Jahr 1940, aufgenommen von der polnischen Untergrundbewegung

Polnische Frauen werden zu einer Massenexekution in einen Wald in der Nähe von Palmiry geführt (1940)

Vor dem Zweiten Weltkrieg befanden sich an dieser Stelle Munitionslager, weshalb das Gebiet von der ansässigen Bevölkerung Pulverfass (polnisch: „Po wybuchu“) genannt wurde. Diese Lager, die ursprünglich zur Festungsanlage Modlin gehörten hatten unter anderem die polnischen Verteidigungstruppen während der Belagerung Warschaus im September 1939 mit Munition versorgt. Das Munitionslager war mit einem Eisenbahnanschluss versehen. In den ersten Monaten der Besatzung wurde die Anlage inklusive der Gleise von deutschen Einheiten demontiert. Das umgebende Waldstück wurde kahlgeschlagen. Es entstand eine Lichtung, die zu einem geheimen Hinrichtungsort werden sollte. Erstmals wurden hier am 14. Dezember 1939 Erschießungen durchgeführt.
Die Hinrichtungen in Palmiry wurden von der in Warschau eingesetzten Gestapo sorgfältig geplant. Einige Tage vor dem Transport wurden von einer Abteilung des im nahegelegenen Łomna einquartierten Reichsarbeitsdienstes, manchmal auch von bei Palmiry zeltenden Einheiten der Hitlerjugend für Massengräber geeignete Gruben auf der Lichtung ausgehoben. Diese Gruben waren etwa 2,5 m tief und 30 m lang. Die zu erschießenden Opfer wurden meist aus dem Warschauer Pawiak-Gefängnis, seltener aus dem Gefängnis Mokotów in der Rakowiecka-Straße auf LKWs nach Palmiry gebracht. Die hier ermordeten Polen gehörten großteils zur polnischen Inteligencja. Der Höhepunkt der Erschießungen wurde im Rahmen der polenweiten AB-Aktionen erreicht.
Die Gefangenen durften ihre persönliche Habe mitnehmen – so wurden sie einerseits beruhigt, andererseits halfen diese Gegenstände bei der späteren Identifizierung. Nach Ankunft am Hinrichtungsort mussten sie vor den Gruben antreten und wurden mit Maschinengewehren erschossen. Die zugeschütteten Gruben wurden mit Kiefern bepflanzt. Trotz weiträumiger Absperrung des Geländes und höchster Geheimhaltungsstufe wusste die polnische Untergrundbewegung bereits seit Winter 1939 von den bei Palmiry stattfindenden Massakern. Vor allem polnische Forstarbeiter konnten die Geschehnisse dokumentieren und die Massengräber kennzeichnen. Unter dem Förster Adam Herbański wurden nachts Bäume markiert, mit deren Hilfe die Gräber später wiedergefunden werden konnten.
Vom 25. November 1945 bis zum Herbst 1946 wurde vom Polnischen Roten Kreuz in Anwesenheit von Vertretern der Hauptkommission zur Untersuchung der Naziverbrechen in Polen die Exhumierung der Leichen durchgeführt. Es wurden 24 Massengräber auf einem Gebiet von 1,5 km² gefunden. Die Gesamtanzahl der bei Palmiry erschossenen und begrabenen Opfer ist nicht genau bekannt. Je nach Quellen waren es zwischen 2.115 (exhumierten) und 2.255 Personen, viele von ihnen jüdischer Abstammung. Etwa 20 % waren Frauen. Unter den hier Ermordeten befanden sich die Olympiamedaillengewinner Janusz Kusociński und Tomasz Stankiewicz, der Schachmeister Dawid Przepiórka, die Universitätsprofessoren Stefan Kopeć und Kazimierz Zakrzewski, die Politiker Henryk Brun, Helena Jaroszewicz, Mieczysław Niedziałkowski, Stanisław Piasecki, Maciej Rataj (Sejmmarschall) sowie die Bürgermeister Mikołaj Bożym, Adolf Kutkowski, Mieczysław Markowski und Jan Pohoski.

## Gedenkstätte heute
Die exhumierten Leichen wurden auf einem neu angelegten Friedhof in der Nähe der Massengräber begraben. Dieser Friedhof bildet heute das Kernstück der Gedenkstätte bei Palmiry, die es seit 1948 gibt. Im Jahr 1973 wurde hier auch das Museum des Kampfes und des Martyriums (polnisch: „Muzeum Walki i Męczeństwa“) eröffnet, in dem Dokumente und Artefakte von der Exhumierung aber auch den Aktivitäten der polnischen Untergrundbewegung in der Gegend ausgestellt werden. Seit 1980 untersteht dieses Museum dem Museum von Warschau. Am 9. Juli 2004 kam es aufgrund eines Sturmes zu erheblichen Baumschäden an der Gesamtanlage, die endgültig erst im Frühjahr 2005 von Soldaten der Warschauer Garnison behoben werden konnten. Im Jahr 2009 wurde ein Wettbewerb zu einem Neubau des Museumsgebäudes ausgeschrieben.
Der deutsche Bundeskanzler Gerhard Schröder besuchte die Gedenkstätte im Rahmen seines Warschau-Besuches 1999 und legte hier einen Kranz nieder.
Im United States Holocaust Memorial Museum in Washington, D.C. wurde ein Baumstumpf aus Palmiry als Gestaltungselement verwendet.